# Dom Nocy
Dom Nocy (ang. House of Night) – amerykańska seria książek fantasy napisanych przez P. C. Cast i jej córkę, Kristin Cast. Opowiada ona o przygodach Zoey Redbird, szesnastoletniej dziewczyny, która poprzez naznaczenie stała się początkującą wampirzycą i uczęszcza do szkoły z internatem dla adeptów – Domu Nocy w Tulsie, w Oklahomie. Cykl obejmuje dwanaście części. Pierwsza część, Naznaczona została wydana w 2007. 14 października 2014 w USA ukazała się ostatnia część cyklu. Serię uzupełniają dodatki przedstawiające dzieje profesorów. Są nimi Przysięga Smoka, Ślubowanie Lenobii oraz Klątwa Neferet. Dodatki te dostępne są w polskich księgarniach. W lipcu 2014 w USA ukazał się dodatek do cyklu Upadek Kalony. W Polsce ukazał się w listopadzie 2014.

## Fabuła
Szesnastoletnia Zoey Redbird zostaje naznaczona i aby przejść przemianę z adepta w dorosłego wampira musi zamieszkać w Domu Nocy, który najbliższy znajduje się w Tulsie. Tam poznaje nowych przyjaciół – Damiena, Shaunee, Erin i Stevie Rae, oraz wrogów, do których początkowo zaliczała się jej późniejsza przyjaciółka Afrodyta.
Zoey nie jest typową adeptką. Jak się okazuje, krótko po naznaczeniu i przybyciu do Domu Nocy objawiają się u niej szczególne zdolności – umie porozumiewać się z wszystkimi pięcioma żywiołami: powietrzem, ogniem, wodą, ziemią oraz duchem. Zmiana dotychczasowego życia dziewczyny powoduje, że musi zmierzyć się też z narastającymi problemami rodzinnymi oraz sercowymi. Dziewczyna poznaje przystojnego i niezwykle utalentowanego pod względem aktorskim Erika Night'a. Zadurza się w nim, lecz na drodze do szczęścia staje Heath – kolega z poprzedniej "normalnej" szkoły – kapitan drużyny futbolowej i dawna miłość Zoey oraz najprzystojniejszy nauczyciel Loren Blacke a w kolejnej części – świetny łucznik Stark. Mentorką Zoey oraz kapłanką Domu Nocy jest Neferet, której mroczną tajemnicę dziewczyna odkryła wraz z Afrodytą i przyjaciółmi. Przez cały czas pieczę nad Zoey sprawuje jej Babcia. To właśnie dzięki Babci Redbird – po niedługim czasie – Zoey odkrywa powiązanie z A-yą, dziewczyną która uwięziła nieśmiertelnego Kalonę, upadłego anioła (wojownika Nyks). Kiedy we snach nawiedzają ją wspomnienia dziewczyny, Zoey wie, że klucz do pokonania Kalony leży w przeszłości, jednak dręczą ją wątpliwości co do tego, czy powinna i chce go na dobre unicestwić. Gdy Kalona zabija Heatha dusza dziewczyny rozbija się i trafia w Zaświaty. Stark jej wojownik/strażnik podąża za nią aby pomóc Zoey się "pozbierać" i nakłonić do powrotu. Na wyspie Skye należącej i bardzo strzeżonej przez królową Sgiach i jej strażnika Seorasa Zoey poznaje arkana pradawnej magii. W tym samym czasie Stevie Rae zbliża się do jednego z synów Kalony – Kruka Prześmiewcy – Rephaima. W tym czasie ginie Jack Twist – złożony w ofierze Ciemności przez Neferet.

## Książki w serii
| Numer w serii | Polski tytuł       | Oryginalny tytuł | Oryginalny nr ISBN     | Polski nr ISBN         | Data oryginalnego wydania | Data polskiego wydania | Komentarz                 |
| ------------- | ------------------ | ---------------- | ---------------------- | ---------------------- | ------------------------- | ---------------------- | ------------------------- |
| 1             | Naznaczona         | Marked           | ISBN 0-312-36026-6     | ISBN 978-83-245-7818-4 | 1 maja 2007               | 13 listopada 2009      |                           |
| 2             | Zdradzona          | Betrayed         | ISBN 0-312-36028-2     | ISBN 978-83-245-7840-5 | 2 października 2007       | 27 stycznia 2010       |                           |
| 3             | Wybrana            | Chosen           | ISBN 0-312-36030-4     | ISBN 978-83-245-7850-4 | 4 marca 2008              | 5 maja 2010            |                           |
| 4             | Nieposkromiona     | Untamed          | ISBN 0-312-37983-8     | ISBN 978-83-245-7856-6 | 23 września 2008          | 6 października 2010    |                           |
| 5             | Osaczona           | Hunted           | ISBN 0-312-37982-X     | ISBN 978-83-245-7896-2 | 10 marca 2009             | 8 marca 2010           |                           |
| 6             | Kuszona            | Tempted          | ISBN 1-905654-58-8     | ISBN 978-83-245-7895-5 | 23 października 2009      | 29 czerwca 2011        |                           |
| 7             | Spalona            | Burned           | ISBN 1-905654-58-8     | ISBN 978-83-245-7947-1 | 27 kwietnia 2010          | 10 października 2011   |                           |
| 8             | Przebudzona        | Awakened         | ISBN 0-312-65024-8     | ISBN 978-83-245-7948-8 | 4 stycznia 2011           | 22 lutego 2012         |                           |
| 9             | Przeznaczona       | Destined         | ISBN 1-905654-87-1     | ISBN 978-83-245-8019-4 | 25 października 2011      | 2012                   |                           |
| 10            | Ukryta             | Hidden           | ISBN 0-312-59442-9     | ISBN 978-83-245-8096-5 | 16 października 2012      | 13 czerwca 2013        |                           |
| 11            | Ujawniona          | Revealed         | ISBN 1-250-06140-7     | ISBN 978-83-245-8153-5 | 15 października 2013      | 18 czerwca 2014        |                           |
| 12            | Wyzwolona          | Redeemed         | ISBN 0-312-59444-5     | ISBN 978-83-245-8193-1 | 14 października 2014      | 15 czerwca 2015        |                           |
| 1 (nowelka)   | Przysięga smoka    | Dragon's Oath    | ISBN 1-250-00023-8     | ISBN 978-83-7515-224-1 | 21 czerwca 2011           | 20 marca 2013          | nowelka, dodatek do serii |
| 2 (nowelka)   | Ślubowanie Lenobii | Lenobia's Vow    | ISBN 1-250-00024-6     | ISBN 978-83-245-8134-4 | 21 stycznia 2012          | 19 lutego 2014         | nowelka, dodatek do serii |
| 3 (nowelka)   | Klątwa Neferet     | Neferet's Curse  | ISBN 1-250-00025-4     | ISBN 978-83-245-8152-8 | 19 lutego 2014            | 16 kwietnia 2014       | nowelka, dodatek do serii |
| 4 (nowelka)   | Upadek Kalony      | Kalona's Fall    | ISBN 978-1-250-04611-6 | ISBN 978-83-245-8171-9 | 29 czerwca 2014           | 5 listopada 2014       | nowelka, dodatek do serii |

Ukazał się także cykl graficznych powieści (6 części).

### House of Night: Other World
- Loved (2017, ISBN 978-1-5384-3112-2
- Lost (2018, ISBN 978-1-5384-4074-2
- Forgotten (2019, ISBN 978-1-9825-4805-6
- Found (2020, ISBN 978-1-9825-4810-0

## Bohaterowie
- Zoey Redbird (Montgomery) – Nazywana przez przyjaciół Zo lub Z. Normalna nastolatka. Uczęszczała do jednego z liceum i chodziła z kapitanem drużyny futbolowej, Heathem. Gdy zostaje Naznaczona, wszystko się zmienia, musi zerwać kontakt z ludźmi. Ojciec Zoey odszedł od jej matki, która ponownie wyszła za mąż. Ojczym i matka nie akceptują naznaczenia dziewczyny. Musi zamieszkać w Domu Nocy, a tam zaprzyjaźnia się z adeptami, a w szczególności jedną z dziewczyn – Stevie Rae. Zoey zakochała się w uroczym, niezwykle utalentowanym i najprzystojniejszym chłopaku w szkole – Eriku. Wszystko potoczyłoby się dobrze, gdyby nie zauroczenie Zoey do trzech innych: Heatha (od 1 tomu do 7), Lorena (od 2 do 3 tomu) i Starka (od 4 tomu i dalej). Zoey nie jest zwykłą adeptką – ma dar porozumiewania się ze wszystkimi pięcioma żywiołami, przez co ma dużo kłopotów. Normalna adeptka powinna mieć tylko zarys półksiężyca na czole, Zo ma jednak nie tylko wypełniony półksiężyc z bocznymi rysunkami jak dorosły wampir, ale i całe ciało pokryte jest tatuażami – znakami od Nyks. Ma również niezwykłą jak na swój wiek żądzę krwi. Mentorką Zoey jest Neferet, kapłanka Domu Nocy. Zoey to niezwykle przyjacielska i miła osoba. Lubi pomagać innym, a w szczególności swoim przyjaciołom. Łatwo zawierza innym. Ma niezwykłą więź ze swoją babcią, która jest dla niej przyjaciółką i jednocześnie zastępuje jej matkę, która się od niej odwróciła. Lubi pielęgnować szkolnego konia Persefonę, dzięki czemu odpręża się i rozmyśla nad trapiącymi ją problemami. Nala – tak nazywa się kotka, która wybrała Zoey. Działa charytatywnie na rzecz kotów wraz z Afrodytą. Przewodnicząca Cór i Synów Ciemności. W przyszłości ma zostać kapłanką. Gdy zobaczyła, jak Kalona zabija Heatha, jej dusza roztrzaskała się na kilka kawałków i przeszła do Zaświatów. Stark podążył za nią z pomocą Seorasa, Strażnika Sgiach. Od królowej Sgiach dostała kamień proroczy, który pokazywał starożytną magię. Tak poznała, że w ciele Auroxa przebywa dusza Heatha. Po przemianie zostaje Najwyższą Kapłanką Najwyższej Rady Ameryki Północnej.
- Damien Maslin – przystojny, bardzo wrażliwy, opiekuńczy i sympatyczny adept. Zaraz po Stevie Rae najlepszy przyjaciel Zoey. Jego rodzice nie zaakceptowali tego, że jest homoseksualistą. Chodził z adeptem o imieniu Jack, którego Neferet złożyła w ofierze Ciemności. Jest bardzo elokwentny i inteligentny. Należy do Cór i Synów Ciemności. Nyks obdarzyła go darem porozumiewania się z powietrzem.
- Bliźniaczki – Zostały naznaczone tego samego dnia i jednocześnie przybyły do Domu Nocy w Tulsie. Kiedy dołączyły do Domu Nocy, adepci zauważyli, że łączy je niesamowita więź. Myślą dokładnie tak samo i potrafią dokańczać po sobie myśli. Mimo że nie są spokrewnione, nazywają siebie Bliźniaczkami i choć może wydać się to dziwne, ich wzajemne podobieństwo jest zdumiewające. Są jak papużki nierozłączki. Uwielbiają nowinki ze świata mody. Nie umkną im także najświeższe wieści towarzyskie. Obydwie należą do Cór i Synów Ciemności. Mają kota Belzebuba. W Przeznaczonej Bliźniaczki przestały być bliźniaczkami.
- Erin Bates – jedna z Bliźniaczek. Blondwłosa piękność – posiada pełne usta i porcelanowa cerę. Pochodzi z Tulsy. Uważa się za zimną jak lód. Ma kontakt z wodą. W X części przechodzi na stronę ciemności. Umiera w XI tomie. W X tomie staje się dziewczyną Dallasa.
- Shaunee Cole – druga z Bliźniaczek. Pochodząca z Jamajki ma ciemne oczy i długie czarne włosy, a cerę w kolorze słodkiego cappuccino. Jako jedyna rozumie, co czuje Rephaim w związku z tatą. Jest związana z ogniem. Nie lubiła Afrodyty, ale w IX części zaczynają się ze sobą dogadywać. Ona pierwsza zobaczyła, że Erin jest z Dallasem. Pomaga Kalonie być dobrym ojcem.
- Stevie Rae Johnson – adeptka, współlokatorka i najlepsza przyjaciółka Zoey. Pochodzi z Oklahomy. Stevie Rae interesuje się muzyką country. Niestety jej ciało odrzuciło przemianę, przez co umarła. Przed śmiercią została obdarzona darem porozumiewania się z ziemią. Dzięki Neferet zmartwychwstała i stała się innym rodzajem adepta. Dzięki poświęceniu Afrodyty i pomocy Zoey udaje jej się przejść przemianę w innego rodzaju dorosłego wampira. Jest pierwszą Czerwoną Wampirzycą i zarazem Kapłanką czerwonych wampirów i adeptów. W VI tomie ratuje zestrzelonego z nieba Rephaima, a w VIII tomie Stevie ujawnia przed swoimi przyjaciółmi, że kocha Rephaima, wtedy bogini wybacza mu i zmienia go w człowieka, który za dnia jest ptakiem, a w nocy chłopakiem Stevie Rae.
- Erik Night – dziewiętnastoletni adept, drugi najprzystojniejszy i najbardziej utalentowany chłopak w szkole (według Zoey). Chodził z Zoey, lecz zerwał z nią tuż po tym, jak dowiedział się, że ma romans z Lorenem. Zanim Zoey dołączyła do Domu Nocy, chodził z Afrodytą. Wygrał konkurs Szekspirowski, należał do Cór i Synów Ciemności. Niedługo przed przybyciem Kalony przeszedł przemianę w dorosłego wampira. Po przemianie został zastępcą profesor Nolan jako nauczyciel dramatu. Staje się wampirem łowcą (tracker).
- Afrodyta LaFonte – początkowo adeptka, dziewczyna Erika, przewodnicząca Cór i Synów Ciemności i najbardziej popularna dziewczyna w Domu Nocy. Afrodyta została przedstawiona jako bogata i piękna blond włosa dziewczyna o idealnej figurze. Posiada dar przewidywania przyszłości. Wszystko odwraca się przeciwko niej, gdy do Domu Nocy dołącza Zoey Redbird. Traci przewodnictwo nad Córami Synami Ciemności, przyjaciół i chłopaka. Po śmierci Stevie Rae zostaje obdarzona darem porozumiewania się z ziemią. Przez lawinę nieszczęść spowodowanych przez nią samą staje się normalnym człowiekiem i traci dar porozumiewania się z ziemią, lecz nie traci wizji – staje się Wieszczką, a wizje przysparzają jej ogromnych cierpień. Działa charytatywnie na rzecz kotów wraz z Zoey u sióstr zakonnych w ramach Cór i Synów Ciemności. Ma kotkę Diabolinę (ang. Maleficent). Nawiązuje bliską znajomość z jednym z synów Ereba, Dariusem, który potem zostaje jej wojownikiem i partnerem mimo tego, że Afrodyta jest człowiekiem.
- Loren Blake – dwudziestojednoletni, najprzystojniejszy nauczyciel (literatury) w całym Domu Nocy. Posiadał talent recytatorski i aktorski. Kochanek Neferet. Wykorzystał Zoey i skojarzył ją ze sobą. Został brutalnie zamordowany, jak się później okazuje, przez Neferet w celu wywołania chaosu.
- Heath Luck – osiemnastoletni uczeń i kapitan drużyny futbolowej liceum Broken Arrow, do którego uczęszczała kiedyś Zoey, jego największa miłość od czasów dzieciństwa. Przedstawiony jako wysoki i postawny blondyn. Jest dżentelmenem. Był skojarzony z Zo. Zostaje zabity przez Kalonę na jej czach. Jego dusza reinkarnuje i odradza się w Auroxie. Heath odbija się w lustrze wody i ukazuje się Auroxowi.
- Neferet – kapłanka Domu Nocy i mentorka Zoey Redbird. Urodzona w grudniu 1876 r. Przedstawiona jako niezwykle urodziwa kobieta. Kochanka Lorena. Kiedy jej matka zmarła, ojciec ją wykorzystywał, uratowało ją Naznaczenie. Skrywa tajemnicę, którą odkryje Zoey z pomocą Afrodyty. Ożywia umarłych adeptów, wywołuje wojnę z ludźmi, zabija Szechinę, najwyższą wampirską kapłankę, uwalnia Kalonę, przemienia się w złą królową Tsi Sgili. Partnerka białego byka. Zabiła jeszcze Lorena, profesor Nolan i mamę Zo, do tego Jacka. Jest nieśmiertelna. Cały czas towarzyszą jej macki ciemności, które na jej polecenie żywią się jej krwią. To ona stworzyła Auroxa oraz zmusiła Kalonę do podróży w Zaświaty za duszą Zoey. Jej imię przed naznaczeniem to Emily Wheiler. W X tomie została zepchnięta przez Auroxa z balkonu w hotelu Mayo. w XI części odradza się by zemścić się na Zoey i Domu Nocy. W XII tomie zostaje uwięziona w grocie i nie zagraża już naszym bohaterom.
- Sylvia Redbird – babcia Zoey. Mieszka na swojej farmie, na której hoduje lawendę. W jej żyłach płynie krew czirokezka. Ma niezwykłą więź ze swoją wnuczką oraz z ziemią. Została porwana przez Neferet. Uratowała ja paczka Zoey, z Zo na czele. Wybacza Auroxowi i każe się nazywać babcią.
- Darius – jeden z synów Ereba. Zaprzyjaźnia się z Zoey i Afrodytą. Tej drugiej składa przysięgi wojownika. Ma kotkę Nefretete,
- Nyks – bogini i uosobienie nocy. Jest czczona w Domu Nocy.
- James Stark – początkowo adept, który został przeniesiony z Domu Nocy w Chicago do Tulsy. Posiada psa Cesę (Cesarzowa). Otrzymał od bogini dar, który, jak on to ujmuje, nie pozwala mu chybić. Umiera wyznając uczucia Zoey. Zmartwychwstaje, stając się czerwonym adeptem dzięki Neferet, by później wrócić na drogę Nyks i zostać pierwszym na świecie czerwonym, wiernym wojownikiem Zoey (podczas ślubowania przechodzi przemianę w dorosłego wampira, jego tatuaże przypominają strzały). Staje się strażnikiem Zo, gdy ją ratuje z Zaświatów.
- Jack Twist – adept i gej. Chodzi z Damienem. Według Zoey ma dar komunikacji z nowoczesnością, elektroniką. Po śmierci Starka zajmuje się Cesą. Zostaje zabity przez Neferet w ofierze dla ciemności.
- Kalona – upadły, skrzydlaty anioł, były wojownik Nyks, który został strącony z Zaświatów przez boginię za znienawidzenie jej wiernego partnera Ereba. Według czirokeskich legend Kalona, w czasie gdy stąpał po ziemi, gwałcił kobiety, które potem rodziły mu synów – pół ludzi, pół ptaków. Garstka mądrych kobiet uwięziła go pod ziemią, wykorzystując ożywioną lalkę nazwaną A-ya (czirokeskie "moja"). Po kilku tysiącach lat został uwolniony przez Neferet. Dzięki swoim zdolnościom zjednał sobie prawie wszystkich nauczycieli i uczniów Domu Nocy. W IX części prosi Tanatos o bycie jej wojownikiem. Dzięki temu z powrotem wkracza na ścieżkę Nyks. Bratem Kalony jest Ereb – małżonek Nyks.
- Aurox – chłopak karmiący się ludzkimi emocjami i przybierający postać byka. Neferet dostała go od białego byka. Zabił Smoka. Posiada duszę Heatha. Postanawia sprzeciwić się Neferet. Nie wie kim jest Heath. Kocha babcię Redbird.
- Shaylin Ruede – była pierwszą osobą jaką naznaczył Erik. Shaylin przed naznaczeniem była niewidoma, gdy Erik ją naznaczył odzyskała wzrok i posiadła dar prawdziwego widzenia. Nie musiała umrzeć, aby stać się czerwoną adeptką. Jak twierdzi Neferet była już wcześniej poturbowana, więc nie musiała umierać. Shaylin widzi ludzkie kolory i gdy ujrzała Neferet, powiedziała, że jej kolor to Oko Martwej Ryby. Jej najwyższą kapłanką jest Stevie Rae. W X części już powoli rozumie swoje prawdziwe widzenie i zauważa zmianę w kolorze Nicole na lepszy, ale i w kolorze Erin na zły. Otrzymuje dar komunikacji z wodą.
- Rephaim – był najbardziej bliski Kalonie. Z Kruków Prześmiewców był najbardziej ludzki. Zabił profesor Anastasie. Nyks wybaczyła mu i dała postać chłopaka za nocy, a za dnia ptaka (kruka) jako konsekwencje przeszłości. Jest partnerem Stevie Rae, która uratowała mu życie, a on jej, są również skojarzeni. Rephaim wierzy, że jego ojciec odnajdzie dobrą ścieżkę i nadal go kocha.
- Profesor Lenobia – nauczycielka jazdy konnej. Miała włosy tak jasne, że prawie srebrne oraz szare oczy. Jako jedna z niewielu nie uległa Kalonie i Neferet. Pomogła Zoey w ucieczce z Domu Nocy. Zakochuje się w Travisie, zaklinaczu koni (Travis jest wcieleniem jej starej miłości, Martina (Zoey zauważa to w kamieniu proroczym otrzymanym od królowej Sgiach).
- Profesor Bryan "Smok" Lankford – nauczyciel szermierki, mąż Anastasii. Mistrz szermierki i zwierzchnik Synów Ereba Domu Nocy w Tulsie. Był niskim mężczyzną z ogromną zwinnością. Nie uległ Kalonie i Neferet, pomógł Zoey i jej przyjaciołom w ucieczce z Domu Nocy. Jego partnerkę, Anastasię, zabija Rephaim. Po śmierci żony Smok znienawidza Kruki Prześmiewców i schodzi z drogi Nyks. Zostaje zamordowany przez Auroxa w obronie Rephaima, podczas rytuału na farmie Sylvii Redbird (IX tom). Dzięki swojemu poświęceniu Nyks mu przebacza i wprowadza w Zaświaty.
- Profesor Anastasia Lankford – nauczycielka eliksirów, żona Smoka. Została zamordowana przez Rephaima, podczas ucieczki adeptów. Nie dała się omamić Kalonie i Neferet.
- Nala – kotka Zoey, jest ruda i marudna. Polubiła Stevie Rae. Jedyna kotka, która nie parskała na Cesę. Poznała Zoey na drzewie, kiedy wymknęła się z obrady Synów i Cór Ciemności.
- Cesa (Cesarzowa) – pies Starka. Po śmierci Starka zajął się nią Jack. Jest labradorką. Z wyglądu przypomina niedźwiedzia.
- Diabolina – kotka Afrodyty. W "Nieposkromionej" Afrodyta znajduje ją w domu dla kotów, który prowadzą zakonnice. Diabolina to duża, biała, perska kocica. Jej charakter odpowiada jej imieniu.
- Nicole – czerwona adeptka, która jest po stronie Neferet. Podczas pożaru w stajni (X część) pomaga Lenobii ratować konie i Travisa. Wtedy Shaylin zaczyna widzieć w niej dobro i twierdzi, że może stać się jeszcze czerwoną wampirzycą po stronie światłości.
- Tanatos – członek Najwyższej Rady Nyks. Tylko ona uwierzyła od razu Zoey i jej przyjaciołom, że Neferet jest zła. Ma dar komunikacji ze śmiercią (przeprowadza zmarłych w zaświaty) oraz niewielki z powietrzem. Przeprowadza rytuał ujawnienia prawdy na lawendowej farmie Sylvii Redbird gdzie zginęła mama Zoey. Dzięki poświęceniu profesora Lankforda udaje jej się zerwać krąg, zaraz po tym zdarzeniu postanawia pozbawić Neferet tytułu Najwyższej kapłanki Domu Nocy w Tulsie i sama objąć jej stanowisko. Jej wojownikiem jest Kalona.
- Ereb - małżonek Nyks i brat Kalony. Jedyny, którego Kalona nienawidzi bardziej niż siebie. Schodzi na Ziemię w 11 tomie powieści.